# Batalla de Jushi
La batalla de Jushi (xinès tradicional: 車師之戰, xinès simplificat: 车师之战, pinyin: Jūshī Zhī Zhàn) va ser una batalla entre la Dinastia Han i els Xiongnu sobre la conca de Turfan en el 67 aC. La batalla va ser un èxit pels Han, que estaven dirigits per Zheng Ji.

## Antecedents
El rei de Jushi, Wugui, es va rendir als Han, després els Han van llançar un atac des de la Conca del Tarim i van assetjar la ciutat Jiaohe, capital de Jushi.

## Batalla
Els Xiongnu van acudir en l'ajuda de Jushi, però van escapar després que Zheng Ji i Sima Xi els van enfrontar amb els seus exèrcits. Zheng Ji llavors va deixar 20 homes amb un general per a protegir el rei de Jushi, però tenia por del retorn dels xiongnu, i va fugir a Wusun.

## Conseqüències
Els xiongnu implantaren Doumo com el rei de Jushi, i van traslladar la població més a l'est de Jiaohe. Zheng Ji envià 300 homes per apoderar-se de la ciutat.
En el 60 aC, es va produir una dissensió interior entre la camarilla governant dels Xiongnu, i Xianxianshan, el Príncep Rizhu del Xiongnu es va estacionar en la Conca Turpan, dugué 12.000 dels seus soldats i 12 membres de la reialesa a jurar lleialtat a la cort imperial dels Han. El mateix any, els Han van nomenar Zheng Ji com el Protector General de les Regions Occidentals, amb el seu post a Wulei (a prop Qiuci) per supervisar tota la regió de l'oest de la Conca del Tarim fins a les muntanyes del Pamir. L'anterior Protector General, Dan Qin, va ser mort durant una revolta dirigida per Yanqi en el 13 dC. Un breu intent de restaurar el protectorat general va ser llançada per Wang Mang en el 16 dC, sota el nou nomenat Protector General Li Chong, els exèrcits aviat van avançar cap a l'Estat de Yanqi, però va ser derrotat finalment per Yanqi i els seus aliats, Li Chong va fugir a l'estat de Qiuci, i va morir poc després de la caiguda de la Dinastia Xin.